# Bufori Geneva
Der Bufori Geneva ist die erste Limousine des malaiischen Automobilherstellers Bufori. Erstmals der Öffentlichkeit präsentiert wurde das Fahrzeug auf dem Genfer Auto-Salon 2010.

## Technik
Die Karosserie der 5,54 m langen Luxuslimousine, die in Handarbeit gefertigt wird, hat Portaltüren. Das Karosseriematerial besteht aus einer Mischung aus Kevlar und kohlenstofffaserverstärktem Kunststoff („Carbon“), der Rahmen des Fahrzeugs aus Edelstahl. Auf Wunsch ist ein Glasdach erhältlich. Der Wagen hat eine Luftfederung. Angetrieben wird der Geneva über die Hinterräder von einem 6,1 bis 6,4 Liter großen Chrysler Hemi-V8-Motor mit einem Bankwinkel von 90 Grad. Dieser leistet 2016 im MK. VI Geneva 346 kW (470 PS) und hat ein maximales Drehmoment von 630 Nm. Sein Verdichtungsverhältnis beträgt 10,0 : 1. Dabei wird eine Antriebsschlupfregelung eingesetzt. Die Höchstgeschwindigkeit mit dem 2016er-Motor soll 280 km/h betragen.
Der Wagen ist mit Head-up-Display und modernen Fahrerassistenzsystemen wie Abstandstempomat und einem Totwinkelassistenten ausgerüstet. Die Bremse hat ABS. Weiter gibt es rundum Airbags.
Der Innenraum hat hinten elektrisch verstellbare Sitze, ein Kühlfach und eine Tee-Zubereitung.

## Technische Daten
| Modell                           | MK. VI Geneva (2016)     |
| -------------------------------- | ------------------------ |
| Motorbauart                      | V8                       |
| Hubraum                          | 6424 cm³                 |
| Verdichtungsverhältnis           | 10,0 : 1                 |
| max. Leistung bei 1/min          | 351 kW (477 PS) bei 6000 |
| max. Drehmoment bei 1/min        | 630 Nm bei 4200          |
| Antrieb                          | Hinterradantrieb         |
| Getriebe                         | 5-Gang-Automatik         |
| Höchstgeschwindigkeit            | 280 km/h                 |
| Beschleunigung, 0–100 km/h       | 5,4 s                    |
| Kraftstoffverbrauch, kombiniert  | k. A.                    |
| CO2-Emissionen, kombiniert       | k. A.                    |
| Abgasnorm nach EU-Klassifikation | Euro 6                   |
| Tankinhalt                       | 120 l                    |